# Aniela Gruszecka
Aniela Gruszecka, zamężna Nitschowa, ps. Jan Powalski (ur. 18 maja 1884 w Warszawie, zm. 18 kwietnia 1976 w Krakowie) – polska pisarka i krytyczka literacka. 

## Życiorys
Córka Artura Gruszeckiego. Siostra Anny Gruszeckiej psychiatry. Studiowała nauki ścisłe na Uniwersytecie Jagiellońskim i na Sorbonie. W 1913 wyszła za mąż za profesora językoznawstwa Uniwersytetu Jagiellońskiego Kazimierza Nitscha, którego pracę i życie opisała w książce Całe życie nad przyrodą mowy polskiej (1976). Była związana ze środowiskiem intelektualno-artystycznym Krakowa sportretowanym w powieści Przygoda w nieznanym kraju.
Jej ciotecznym bratem był Konstanty Krumłowski a mężem jej ciotecznej siostry Heleny Krumłowskiej był Stanisław Kopczyński. Stryjecznym bratem męża był profesor Uniwersytetu Warszawskiego Roman Nitsch, żonaty z rzeźbiarką i profesor Akademii Sztuk Pięknych w Warszawie Ludwiką Nitschową z domu Kraskowską – autorką warszawskiego Pomnika Syreny.Siostrą jej matki Józefy z d. Certowicz  była  rzeźbiarka Teofila Certowicz a ich ojciec a dziadek Anieli to powstaniec styczniowy Władysław Certowicz.
10 listopada 1933 „za zasługi na polu literatury” została odznaczona przez Prezydenta RP Ignacego Mościckiego Krzyżem Kawalerskim Orderu Odrodzenia Polski.
Otrzymała nagrodę literacką miasta Krakowa (1934) i województwa krakowskiego (1948).
Została pochowana na Cmentarzu Rakowickim.

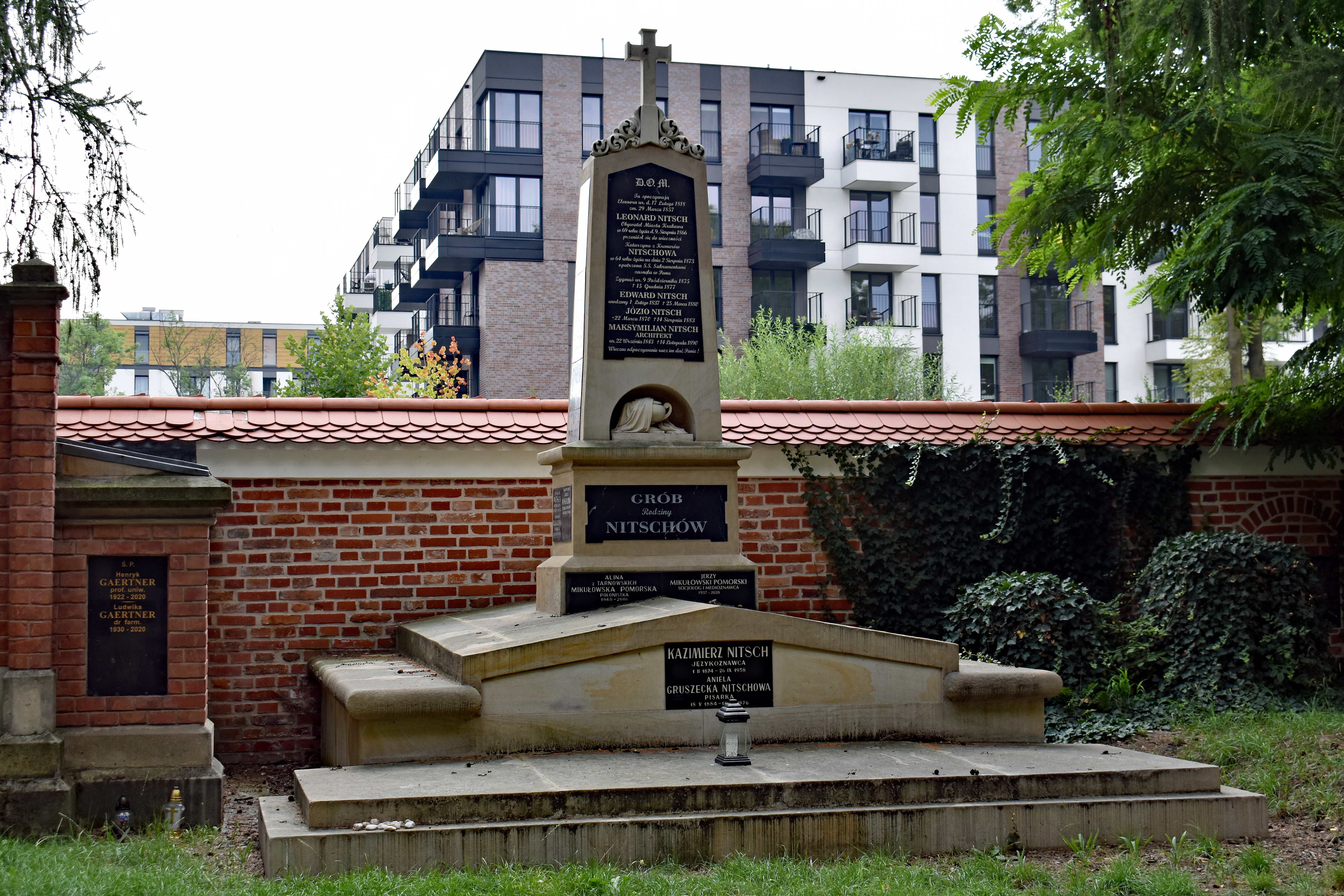
Grobowiec rodzinny

## Twórczość
Debiutowała powieścią W słońcu (1913) opowiadającą o życiu dwóch chłopców na ówczesnych kresach. Nowatorstwem artystycznym odznaczyła się powieść psychologiczna Przygoda w nieznanym kraju (1933, wznow. 1957), której akcja rozgrywa się w krakowskich środowiskach intelektualnych i artystycznych. Ważne miejsce w twórczości Gruszeckiej zajmują popularne powieści historyczne dla młodzieży, których akcja toczy się w średniowiecznej Polsce: Król (1913), W grodzie żaków (1913, wznow. 1947), Od Karpat nad Bałtyk (1946), Nad jeziorem (1921, wznow. 1961) czy Powieść o kronice Galla (tom 1-6, 1960–1970). Nad jeziorem. Sielanka wielkopolska z XIII wieku wyróżnia się szczególnie umiejętną archaizacją języka. Wielotomowy cykl Powieść o kronice Galla stanowi epicką panoramę dziejów Kroniki Polskiej, ukazującą jej powstanie, znaczenie historyczne oraz spory naukowe, jakie budziła wśród kolejnych pokoleń.
Aniela Gruszecka współpracowała z czasopismem „Przegląd Współczesny”, w którym ogłosiła wiele studiów o literaturze, m.in. O powieści (1927), Stare i nowe w powieści współczesnej (1933), Klasyfikacja a życie na terenie powieści (1934). Opublikowała w nim także recenzje kilku głośnych debiutów: Witolda Gombrowicza, Adolfa Rudnickiego i Zbigniewa Uniłowskiego.